# Sidney Howard
Sidney Coe Howard, född 26 juni 1891, död 23 augusti 1939, var en amerikansk dramatiker.
Sidney Howard studerade dramaturgi vid Harvard University, deltog i första världskriget först som ambulansofficer, sedan i amerikanska armén som flygare, en typisk företrädare för den illusionslös, kritiska efterkrigsungdomen i USA. Han debuterade med skådespelen The labor spy och Swords (1921), slog igenom med They knew what they wanted (1924) och har sedan, ofta tillsammans med någon annan, skrivit en rad skådespel, av vilka flera haft stor framgång, såsom Ned McCobb's daughter (1926), The silver cord (1926), Salvation (1928), Yellow Jack (1928), Halfgods (1930), Alien corn (1931), The late Christopher Bean (1932), Dodsworth (1934, tillsammans med J. Lewis), Paths of glory (1935) och The ghost of Yankee Doodle (1937).